# Philipp Bruch
Philipp Bruch (11. februar 1781 i Zweibrücken – 11. februar 1847) var en tysk botaniker, der især er kendt inden for bryologien.
Bruch er standardforkortelsen (autornavnet), i forbindelse med et botanisk navn. Det er f.eks. en del af autornavnet for slægten Hylocomium (Etagemos).

## Værker
- BRUCH, P.; SCHIMPER, W. PH.; & GÜMBEL, T. (1836-1855) Bryologia Europaea seu Genera Muscorum Europaeorum, 6 bind, Stuttgart